# IC 397
IC 397 — галактика типу *Grp (велика група зірок) у сузір'ї Візничий.
Цей об'єкт міститься в оригінальній редакції індексного каталогу.